# Notarie

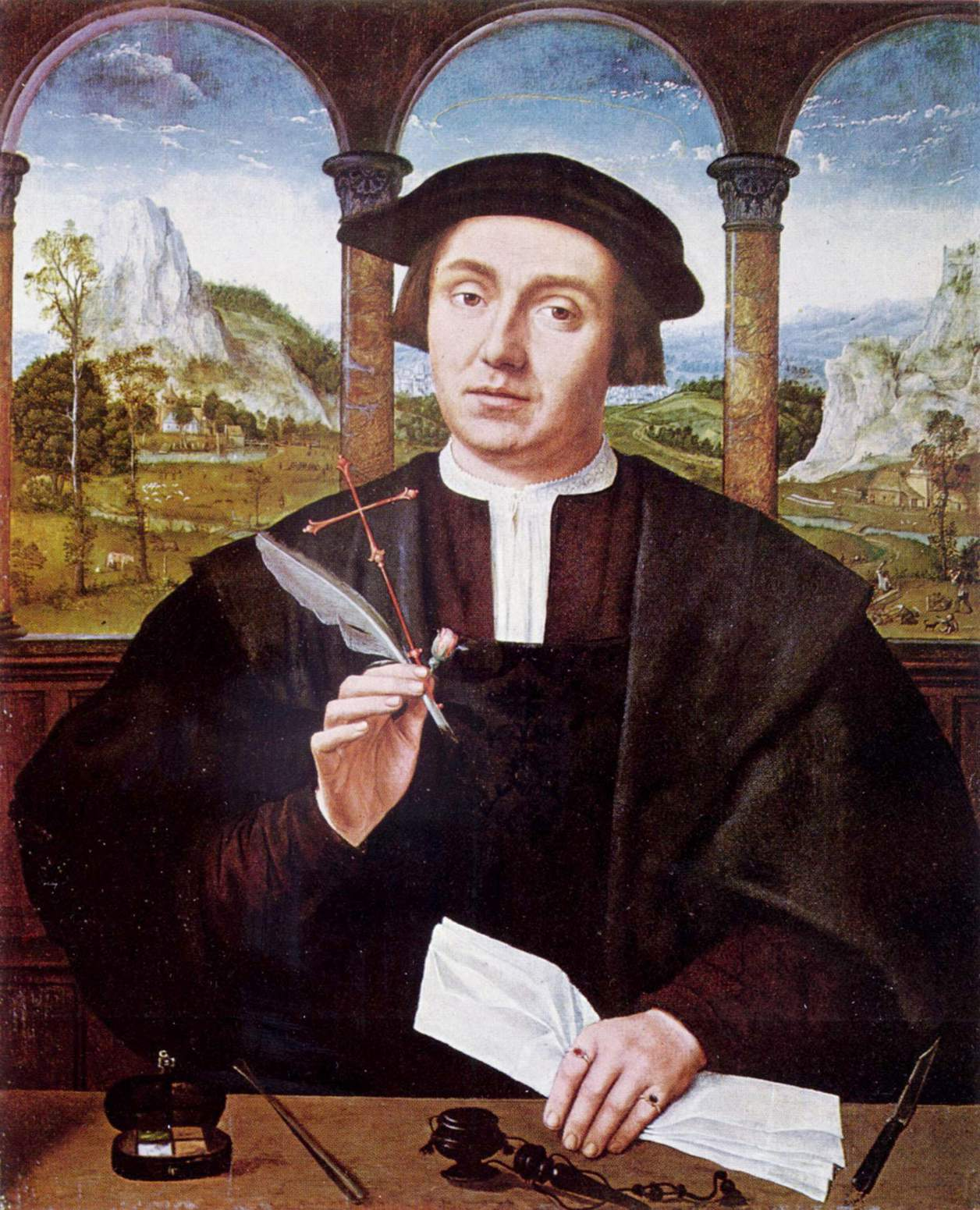
Notarie (tidigt 1500-tal)

Notarie är en tjänstebenämning för olika rättsvårdande tjänstemän.

## Sverige
Titeln notarie används idag i Sverige för de oftast yngre jurister som fullgör så kallad notarietjänstgöring. Notarietjänstgöringen, också kallad att sitta ting, fullgörs vid underrätt, det vill säga tingsrätt (tingsnotarie) eller förvaltningsrätt (förvaltningsrättsnotarie). Notarierna handlägger mål, är protokollförare vid förhandlingar samt har rätt att efter så kallade "ettårsförordnande" sitta som rättens ordförande vid mål av "enklare beskaffenhet" som till exempel körkortsingripanden, biståndsmål, snatteri, ringa narkotikabrott och hastighetsöverträdelser. En behörig notarie har därutöver rätt att döma och fatta beslut i konkurser, äktenskapsskillnad, godmanskap med mera.
I vissa fall fullgörs en del av tjänstgöringen vid statlig förvaltningsmyndighet (så kallad pakettjänst), såsom Åklagarmyndigheten, Kronofogdemyndigheten eller Justitiekanslern.
Efter fullgjord notarietjänstgöring, som normalt varar i två år (med tidigare erfarenhet kan tjänstgöringen vara ett och ett halvt år), kallas det att juristen är "tingsmeriterad" eller "notariemeriterad". Denne är då bland annat behörig att söka som fiskalsaspirant till hovrätt eller kammarrätt för att genomgå domarutbildning. För att bli åklagare eller kronofogde krävs också notariemeritering. Att bli notariemeriterad betraktas generellt sett som attraktivt då det inte bara öppnar vägen för yrken som formellt kräver tingstjänstgöring utan även för anställning på advokatbyråer och andra kvalificerade juridiska arbeten på större företag, intresseorganisationer, myndigheter och departement. Notariemeriteringen kan delvis avräknas från den tid man behöver ha arbetat som jurist innan man kan få titeln som advokat och bli ledamot av advokatsamfundet.
Domstolsverket tillsätter notarier i huvudsak på grundval av betyg från juristprogrammet. För anställning som notarie krävs juristexamen och svenskt medborgarskap. Till varje notarieplats finns vanligtvis ett stort antal sökande vilket innebär att det i huvudsak är studenter med goda betyg från juristutbildningen, ofta även kompletterade med sidomeriter, som tillsätts. Endast omkring 25 procent av dem med juristexamen genomgår notarietjänstgöring, som är ett krav för att kunna bli bland annat åklagare.
Förr i tiden användes i Sverige begreppet stadsnotarie.